# Uno de tantos
Uno de tantos es un libro autobiográfico publicado en septiembre del año 2016 por el escritor bearicense José Balboa Rodríguez. Uno de tantos, al ser una autobiografía, relata la vida de su autor José Balboa, que según él describe está llena de viajes por todo el mundo y un duro trabajo en el campo, cómo la gran mayoría de los niños pueblerinos de los años 40.
Cuenta con 2 ediciones, las cuáles todo el dinero de éstas es recaudado para la investigación de diversas enfermedades extrañas.